# Deepak Lal
Deepak Kumar Lal (3 janvier 1940 – 30 avril 2020) est un économiste néo-libéral anglo-indien,.

## Biographie

### Formation et début de carrière
Deepak Lal est né à Lahore en Inde le 3 janvier 1940,. Il étudie d’abord à la Doon School,,. Il obtient une diplôme d’histoire en 1959 du St. Stephens College de l’université de New Delhi. Plus tard, en 1962, il obtient un titre de Bachelot of Art en philosophie, politique et économie au Jesus College de l’université d’Oxford, puis en 1965 un diplôme  d’économie,,. De 1963 à 1966, en parallèle de ses études à Oxford, il est membre débutant du corps diplomatique Indien dont il démissionne rapidement,,,.

### Carrière d’enseignant
En 1966, il enseigne au Jesus College d’Oxford.  De 1966 à1968, il est maître de conférences au Christ Church collègue d’Oxford et de 1968 à 1970 chargé de recherche au Nuffield College d’Oxford. De 1970 à 1993, il enseigne à l’University College à Londres,, devenant professeur en 1984.
À partir de 1991, il enseigne à l’université de Californie à Los Angeles où il est professeur des études dans le développement international,, et où il est aussi chargé de recherche au centre de l’UCLA pour l’Inde et l’Asie du Sud.

### Activités de consultants
Il a travaillé comme consultant pour l’Organisation internationale du travail, la Cnuced, la United Nations Industrial Development Organization, la Indian Planning Commission, la Banque mondiale, l'OCDE, et les ministères du Plan au Sri Lanka et en Corée du Sud,. Il a été conseiller économique de la Banque mondiale de 1983 à 1984, et administrateur de recherche de 1984 à 1988,. De 1994 à 1997, il est co-directeur de l’unité de politique commerciale du Center for Policy Studies. De 1994 à 1998, il dirige le bureau des conseillers des Conférences Nestlé sur le monde en développement. De 2000 à 2009, il fait partie des conseillers économique du cabinet fantôme du Royaume-Uni.he was a member of the UK Shadow Chancellor's Council of Economic Advisors. À compter de 1999, il est membre visiteur du National Council for Economic Research de New Delhi. Il a été aussi chargé de recherche à l’Independent Institute et au Cato Institute,.

### Autres engagements
Il a été président puis vice-président de la société du Mont Pelerin de 2008 à 2010,,.
Deepak Lal a reçu des doctorats honorifique de l’université Paul-Cézanne d’Aix-en-Provence, en France en 2002 et de l’université pontificale catholique du Pérou à Lima. En 2007, il a reçu le prix international de la liberté en économie de société libérale en 2010.